# Vanwykia
Vanwykia é um género botânico pertencente à família Loranthaceae.

## Espécies
- Vanwykia remota
- Vanwykia rubella